# Пясъците на времето
„Пясъците на времето“ (на английски: The Sands of Time) е роман на американския писател Сидни Шелдън, издаден през 1988 година.

## Сюжет
Внимание:  Текстът по-долу разкрива сюжета на произведението (или части от него)!
Действието се развива в Испания, страната на вечната страст и непреставащи кръвопролития. Разказва се за 4 жени, които са избягали от някога закрилящ ги манастир. Първата от тях е Лучия – оцеляла от жестоките борби на сицилианските кланове на Мафията. Грасиела – красавицата, носеща все още угризения от някогашен младежки грях. Меган – сираче, което търси закрила в ръцете на непокорен баски бунтовник. Тереза – дълбоко вярваща, преследвана от образите на своето минало. Те се впускат в един чужд свят, в който всяка се сблъсква с неочаквана съдба и ... истина за себе си.